# سوپر جام اروپا ۱۹۷۹
فینال سوپر جام اروپا ۱۹۷۹، رقابت پایانی سوپر جام اروپا است که مابین دو تیم باشگاه فوتبال ناتینگهام فارست و باشگاه فوتبال بارسلونا برگزار شده‌است.
این مسابقه که در تاریخ‌های ۳۰ ژانویه ۱۹۸۰ و ۵ فوریه ۱۹۸۰ انجام شده‌است در مجموع با نتیجه ۲ بر ۱ به سود باشگاه فوتبال ناتینگهام فارست به پایان رسید.